# ماريا (إسبانيا)
بلدية ماريا (بالإسبانية: María)‏, هي بلدية تقع في مقاطعة المرية. جنوب شرق إسبانيا. يبلغ عدد سكانها 1.565 نسمة.

## وصلات خارجية
- (بالإسبانية)